# Gösta Sterne
Gösta Erik Valdemar Sterne (i riksdagen kallad Sterne i Tranås), född 6 mars 1912 i Säby församling, död där 1 februari 1971, var en svensk disponent och politiker (folkpartist).
Efter studentexamen 1931 började Gösta Sterne vid familjeföretaget Sterne & söner i Tranås, där han blev disponent 1945. I Tranås stad var han ledande kommunalman och blev stadsfullmäktiges ordförande 1955. Han var även vice ordförande i Svenska kommunförbundet 1968-1971.
Sterne var riksdagsledamot för Jönköpings läns valkrets 1965-1968 samt från den 16 oktober 1969 till sin död 1971 (fram till 1970 i andra kammaren, under 1971 i enkammarriksdagen). I riksdagen var han bland annat suppleant i bevillningsutskottet 1965-1967 samt ledamot i konstitutionsutskottet 1970. Han engagerade sig inte minst i företagarfrågor.
Vid sidan av politiken var Sterne starkt engagerad i Svenska baptistsamfundet, vars ordförande han blev 1960.